# وسنیچه
وسنیچه (به صربی: Veseniće) یک منطقهٔ مسکونی در صربستان است که در توتین، صربستان واقع شده‌است. وسنیچه ۴۵۰ نفر جمعیت دارد.